# Xixuthrus helleri
Xixuthrus helleri es una especie de escarabajo longicornio del género Xixuthrus, categorizada en la tribu Macrotomini, de la subfamilia Prioninae. Fue descrita por Lameere en 1903.

## Descripción
Mide 53 mm de longitud.

## Distribución
Se distribuye por Papúa Nueva Guinea.